# Aeroportul En Nahud
Aeroportul En Nahud (IATA: NUD, ICAO: HSNH) este un aeroport din Sudan ce deservește zona En Nahud⁠(d). A fost numit după zona deservită.
Situat la o altitudine de 596 m, aeroportul dispune de o singură pistă.